# 博格達諾韋 (諾夫哥羅德-謝韋爾斯基區)
52°18′34″N 33°16′39″E / 52.30944°N 33.27750°E
博格達諾韋（烏克蘭語：Богданове），是烏克蘭的村落，位於該國北部切爾尼戈夫州，由諾夫哥羅德-謝韋爾斯基區負責管轄，始建於1700年，面積0.1平方公里，海拔高度141米，2001年人口101。